# Tetradecaedro

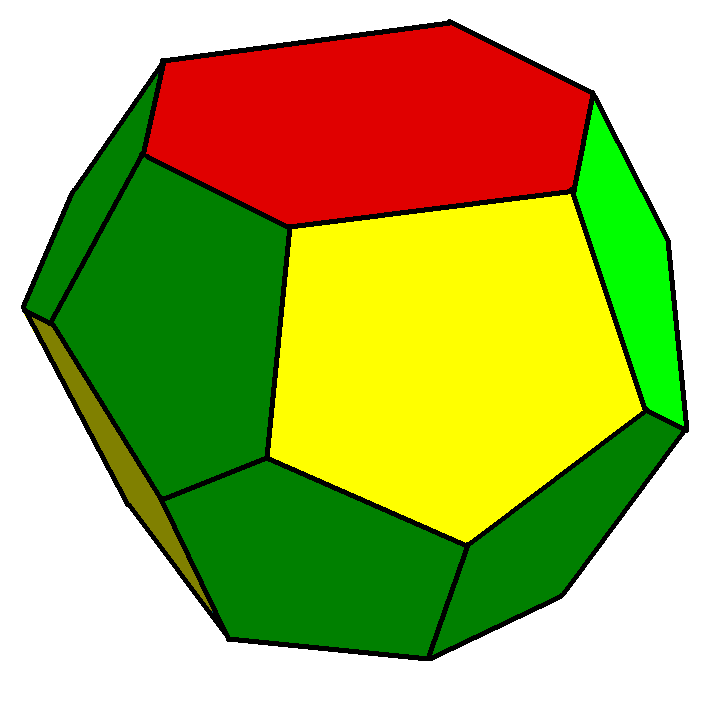
Tetradecaedro.

Un tetradecaedro o tetracaidecaedro es un poliedro de 14 caras. Puede tomar numerosas formas topológicamente distintas, y muchos de ellos están formados únicamente de caras que son polígonos regulares.

## Clases de tetradecaedros
Esta es una lista incompleta.

### Tetradecaedros cuyas caras pueden ser todas polígonos regulares
Nota: Todos estos se pueden construir igualmente con polígonos irregulares.

#### Sólidos arquimedianos
- Cuboctaedro (8 triángulos equiláteros, 6 cuadrados)
- Cubo truncado (8 triángulos equiláteros, 6 octógonos)
- Octaedro truncado (6 cuadrados, 8 hexágonos)

Cuboctaedro
Cubo truncado
Octaedro truncado

#### Prismasyantiprismas
- Prisma dodecagonal (12 cuadrados, 2 dodecágonos)
- Antiprisma hexagonal (12 triángulos equiláteros, 2 hexágonos)

#### Sólidos de Johnson
- J18: Cúpula triangular elongada (4 triángulos equiláteros, 9 cuadrados 1 hexágono)
- J27: Ortobicúpula triangular (8 triángulos equiláteros, 6 cuadrados)
- J51: Prisma triangular triaumentado (14 triángulos equiláteros)
- J55: Prisma hexagonal parabiaumentado (8 triángulos equiláteros, 4 cuadrados, 2 hexágonos)
- J56: Prisma hexagonal metabiaumentado (8 triángulos equiláteros, 4 cuadrados, 2 hexágonos)
- J65: Tetraedro truncado aumentado (8 triángulos equiláteros, 3 cuadrados, 3 hexágonos)
- J86: Esfenocorona (12 triángulos equiláteros, 2 cuadrados)
- J91: Bilunabirrotonda (8 triángulos equiláteros, 2 cuadrados, 4 pentágonos)

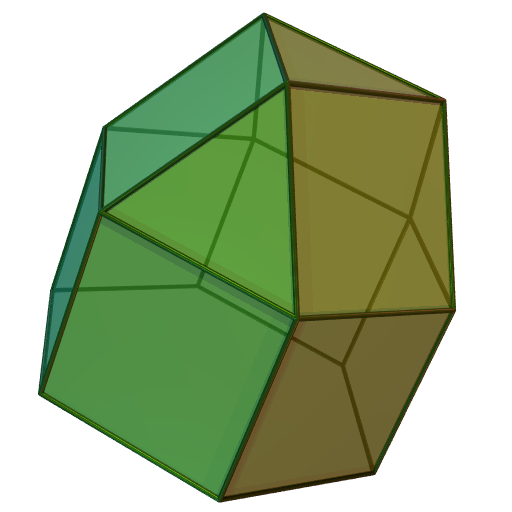
Cúpula triangular elongada
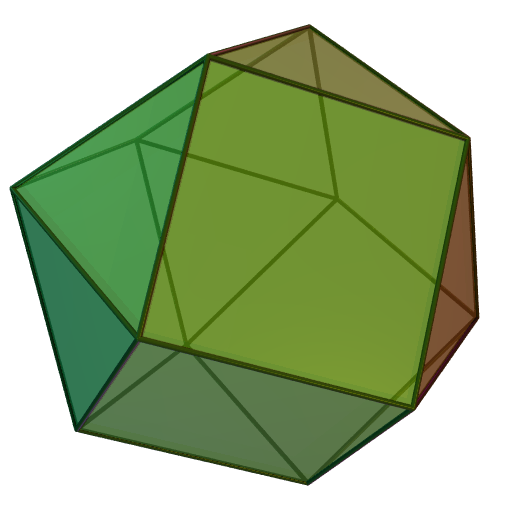
Ortobicúpula triangular
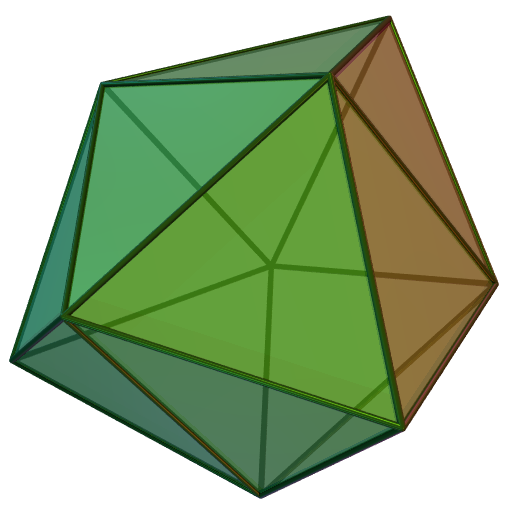
Prisma triangular triaumentado
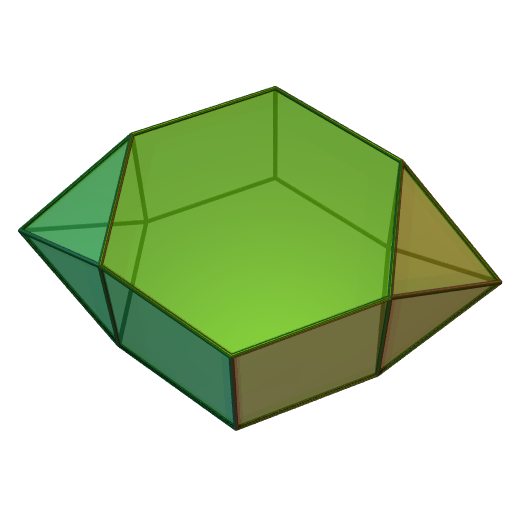
Prisma hexagonal parabiaumentado
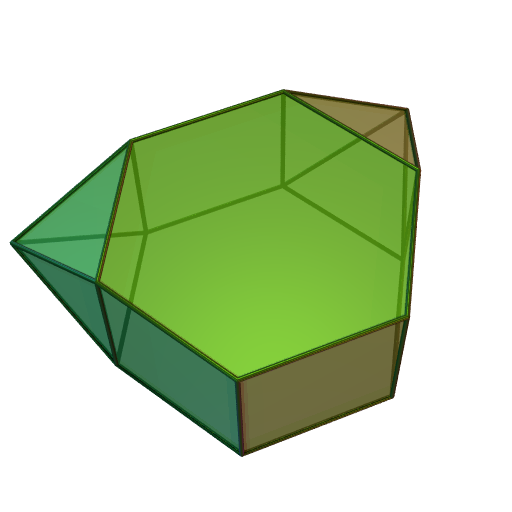
Prisma hexagonal metabiaumentado
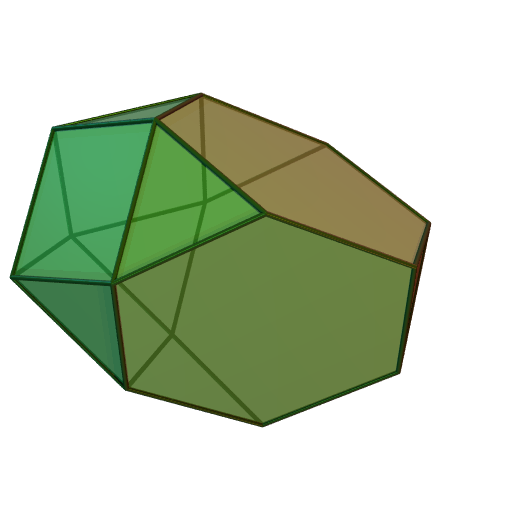
Tetraedro truncado aumentado
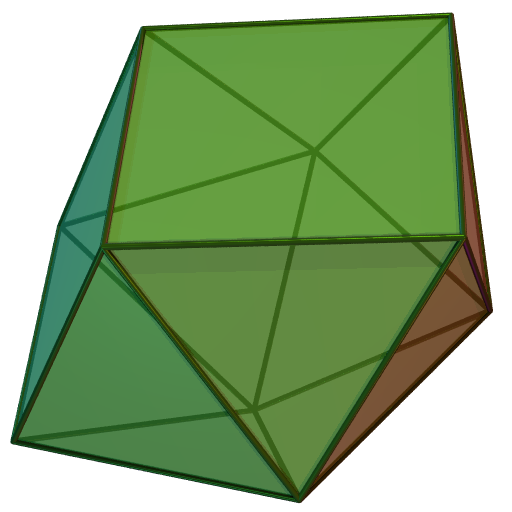
Esfenocorona
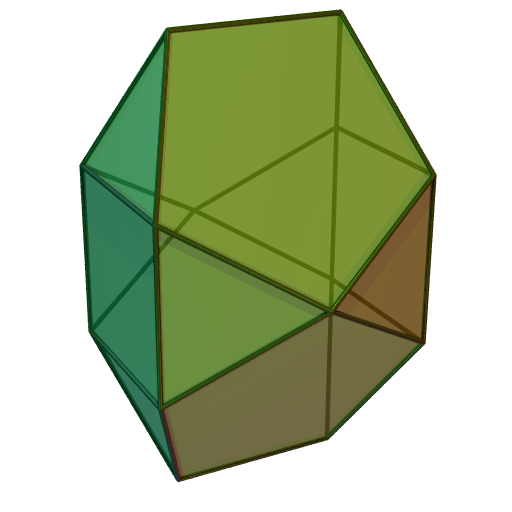
Bilunabirrotonda

### Tetradecaedros con al menos una cara irregular
- Dipirámide heptagonal (14 triángulos) (véase Dipirámide)
- Trapezoedro heptagonal (14 deltoides) (véase Trapezoedro)
- Pirámide tridecagonal (13 triángulos, 1 tridecágono) (véase Pirámide)
- Icosaedro regular diseccionado (12 triángulos equiláteros y 2 trapezoides)
- Trapezoedro truncado hexagonal: (12 pentágonos, 2 hexágonos)
Incluye una forma que optimiza el llenado de espacio en espumas (véase Estructura de Weaire-Phelan) e hidratos de gas